# Morro d'Oro Calcio
Morro d'Oro Calcio là một câu lạc bộ bóng đá Ý có trụ sở tại Morro d'Oro, Abruzzo. Đội bóng hiện tại thi đấu ở Prima Categoria. Màu sắc chính thức của câu lạc bộ là trắng và đỏ.